# السوقين (مستباء)

تعديل مصدري - تعديل

السوقين هي إحدى قرى عزلة غرب مستباء بمديرية مستباء التابعة لمحافظة حجة، بلغ تعداد سكانها 1284 نسمة حسب تعداد اليمن لعام 2004.